# Estación de Sant Miquel dels Reis
Sant Miquel dels Reis es una estación de la línea 6 de Metrovalencia que se encuentra en el barrio de Orriols de Valencia. Fue inaugurada el 27 de septiembre de 2007. Está situada en la avenida de los Hermanos Machado, junto al monasterio que le da nombre, donde se levantan los dos andenes a ambos lados de las vías del tranvía.